# Lijst van rijksmonumenten in Oosterend (Texel)
De plaats Oosterend (Texel) telt 59 inschrijvingen in het rijksmonumentenregister. Hieronder een overzicht.
| Object | Oorspronkelijke functie?  | Bouwjaar                     | Architect       | Locatie             | Coördinaten?                 | Nr.?   | Afbeelding |
| --- | ------------------------- | ---------------------------- | --------------- | ------------------- | ---------------------------- | ------ | --- |
| Enige der "zeven" huizen aan een dwarsweg even ten noorden van Oosterend gelegen dat nog intact is. Stolphoeve met lang voorhuis gesloten door houten voorschot met getoogd luik                                                                                             | Boerderij                 |                              |                 | Zevenhuizen 5       | 53° 5' 18" NB, 4° 52' 57" OL | 35177  | Enige der "zeven" huizen aan een dwarsweg even ten noorden van Oosterend gelegen dat nog intact is. Stolphoeve met lang voorhuis gesloten door houten voorschot met getoogd luik                                                                                             |
| Vissershuis onder zadeldak met houten voorschot en zolderluik | Woonhuis                  |                              |                 | Vierhuizen 7        | 53° 5' 47" NB, 4° 53' 20" OL | 35178  | Vissershuis onder zadeldak met houten voorschot en zolderluik |
| Vissershuis onder zadeldak met houten voorschot en zolderluik. Twee negenruits vensters | Woonhuis                  |                              |                 | Vierhuizen 3        | 53° 5' 46" NB, 4° 53' 18" OL | 35179  | Vissershuis onder zadeldak met houten voorschot en zolderluik. Twee negenruits vensters |
| Het Noorden | Industrie- en poldermolen | 1878                         |                 | Stuifweg 4          | 53° 6' 12" NB, 4° 53' 44" OL | 35180  | Meer afbeeldingen |
| Aan de weg gelegen woning onder zadeldak tussen houten voorschotten. Opmerking:Rijksmonument niet meer in het monumentenregister | Woonhuis                  |                              |                 | Oosterweg 22        | 53° 5' 39" NB, 4° 53' 7" OL  | 35181  | Meer afbeeldingen |
| Ver van de weg richting Waddendijk gelegen en door bomen omsingelde stolphoeve met lang voorhuis waarvan de topgevel een houten voorschot heeft | Boerderij                 |                              |                 | Oosterweg 20        | 53° 5' 36" NB, 4° 53' 8" OL  | 35182  | Meer afbeeldingen |
| Mooi vrij ten westen van de grote weg gelegen stolp met houten top boven woonkamer. Vensters en deur modern | Boerderij                 |                              |                 | Oosterenderweg 25   | 53° 5' 0" NB, 4° 51' 3" OL   | 35183  | Meer afbeeldingen |
| Gerekt woonhuis met houten voorschot waarin getoogd luik | Woonhuis                  |                              |                 | Oost 95             | 53° 5' 50" NB, 4° 53' 29" OL | 35184  | Gerekt woonhuis met houten voorschot waarin getoogd luik |
| Woonhuis onder zadeldak, aan voorgevel houten voorschot met getoogd luik | Woonhuis                  |                              |                 | Oost 89             | 53° 5' 51" NB, 4° 53' 31" OL | 35185  | Woonhuis onder zadeldak, aan voorgevel houten voorschot met getoogd luik |
| Woonhuis onder zadeldak tussen topgevels met houten voorschot; getoogd zolderluik | Woonhuis                  |                              |                 | Oost 87             | 53° 5' 51" NB, 4° 53' 31" OL | 35186  | Woonhuis onder zadeldak tussen topgevels met houten voorschot; getoogd zolderluik |
| Woonhuisje onder zadeldak tussen topgevels met houten voorschot; getoogd zolderluik | Woonhuis                  |                              |                 | Oost 85             | 53° 5' 52" NB, 4° 53' 30" OL | 35187  | Woonhuisje onder zadeldak tussen topgevels met houten voorschot; getoogd zolderluik |
| Woonhuis onder zadeldak; houten voorschot met getoogd zolderluik; twee vensters met negen ruiten | Woonhuis                  |                              |                 | Oost 82             | 53° 5' 52" NB, 4° 53' 30" OL | 35188  | Woonhuis onder zadeldak; houten voorschot met getoogd zolderluik; twee vensters met negen ruiten |
| Tot bergplaats gedegradeerde en door garagedeuren in voorste voorhuis verminkte stolphoeve met twee voorhuizen, beide met houten schot met getoogd luik | Boerderij                 |                              |                 | Oost 73             | 53° 5' 51" NB, 4° 53' 32" OL | 35189  | Meer afbeeldingen |
| Woonhuis onder zadeldak tegen houten voorschot met getoogd luik | Woonhuis                  |                              |                 | Oost 46             | 53° 5' 49" NB, 4° 53' 34" OL | 35190  | Woonhuis onder zadeldak tegen houten voorschot met getoogd luik |
| Aan een zijde verbreed woonhuis onder zadeldak tegen houten voorschot met getoogd luik | Woonhuis                  |                              |                 | Oost 30             | 53° 5' 46" NB, 4° 53' 33" OL | 35191  | Aan een zijde verbreed woonhuis onder zadeldak tegen houten voorschot met getoogd luik |
| Zeer goed bewaarde gave stolp met groot uitgebouwd woonhuis; houten top met luik en versierde makelaar. In twee vertrekken lambrisering van witte tegels met blauwe rand | Boerderij                 |                              |                 | Nesweg 10           | 53° 4' 52" NB, 4° 51' 42" OL | 35192  | Meer afbeeldingen |
| Noorderhoeve: grote gepleisterde stolphoeve met vooreind | Boerderij                 |                              |                 | Harkebuurt 5        | 53° 5' 22" NB, 4° 51' 26" OL | 35193  | Noorderhoeve: grote gepleisterde stolphoeve met vooreind |
| Pand met eenvoudig schot | Woonhuis                  |                              |                 | Wierstraat 3        | 53° 5' 1" NB, 4° 52' 31" OL  | 35194  | Meer afbeeldingen |
| Pandje met houten voorschot met luik | Woonhuis                  |                              |                 | Schoolstraat 16     | 53° 5' 4" NB, 4° 52' 18" OL  | 35195  | Pandje met houten voorschot met luik |
| Pand met houten schot voor en achter. Venster verknoeid | Woonhuis                  |                              |                 | Schoolstraat 18     | 53° 5' 4" NB, 4° 52' 18" OL  | 35196  | Pand met houten schot voor en achter. Venster verknoeid |
| Hoekpandje met houten voorschot en achter houten schot | Woonhuis                  |                              |                 | Schoolstraat 12     | 53° 5' 4" NB, 4° 52' 19" OL  | 35197  | Hoekpandje met houten voorschot en achter houten schot |
| Hoekpandje met houten voorschot | Woonhuis                  |                              |                 | Schoolstraat 3      | 53° 5' 4" NB, 4° 52' 20" OL  | 35198  | Hoekpandje met houten voorschot |
| Pand met eenvoudige houten voorschot | Woonhuis                  |                              |                 | Peperstraat 35      | 53° 5' 7" NB, 4° 52' 33" OL  | 35199  | Meer afbeeldingen |
| Doopsgezinde Kerk. Schuurvormige Doopsgezinde "Vermaning" opgetrokken uit gele baksteen met gotiserende vensters. Eenklaviers orgel, in 1905 gemaakt door Van Dam | Kerk en kerkonderdeel     | 1774                         |                 | Peperstraat 26      | 53° 5' 6" NB, 4° 52' 31" OL  | 35200  | Meer afbeeldingen |
| Fors huis met houten voorschot, oude deur, vensters met roeden | Woonhuis                  |                              |                 | Peperstraat 22      | 53° 5' 6" NB, 4° 52' 29" OL  | 35201  | Meer afbeeldingen |
| Pandje met eenvoudig voorschot met roeden in de vensters | Woonhuis                  |                              |                 | Peperstraat 21      | 53° 5' 6" NB, 4° 52' 30" OL  | 35202  | Meer afbeeldingen |
| Pandje met houten voorschotten met luik en oude deur | Woonhuis                  |                              |                 | Peperstraat 20      | 53° 5' 6" NB, 4° 52' 29" OL  | 35203  | Meer afbeeldingen |
| Pandje met roeden in de vensters en houten achterschot | Winkel                    |                              |                 | Bijenkorfweg 2      | 53° 5' 7" NB, 4° 52' 30" OL  | 35204  | Pandje met roeden in de vensters en houten achterschot |
| Eenvoudig pand met houten voorschot, is eigenlijk geen zelfstandig adres, maar een gedeelte van nummer 20 | Woonhuis                  |                              |                 | Peperstraat 18      | 53° 5' 6" NB, 4° 52' 29" OL  | 35205  | Eenvoudig pand met houten voorschot, is eigenlijk geen zelfstandig adres, maar een gedeelte van nummer 20 |
| Pandje met eenvoudige houten voorschot | Woonhuis                  |                              |                 | Peperstraat 14      | 53° 5' 5" NB, 4° 52' 28" OL  | 35206  | Pandje met eenvoudige houten voorschot |
| Klein huisje onder een dwarsdak met de nummers 8 en 10. Aardige details aan de vensters, luiken en achterschot | Woonhuis                  |                              |                 | Peperstraat 12      | 53° 5' 5" NB, 4° 52' 27" OL  | 35207  | Klein huisje onder een dwarsdak met de nummers 8 en 10. Aardige details aan de vensters, luiken en achterschot |
| Klein huisje onder een dwars dak met de nummers 8 en 12. Aardige details aan vensters. Luiken en goede deur. Achterschot | Woonhuis                  |                              |                 | Peperstraat 10      | 53° 5' 5" NB, 4° 52' 27" OL  | 35208  | Klein huisje onder een dwars dak met de nummers 8 en 12. Aardige details aan vensters. Luiken en goede deur. Achterschot |
| Klein huisje onder een dwars dak met de nummers 10 en 12. Aardige details aan vensters, luiken en achterschot | Woonhuis                  |                              |                 | Peperstraat 8       | 53° 5' 5" NB, 4° 52' 27" OL  | 35209  | Klein huisje onder een dwars dak met de nummers 10 en 12. Aardige details aan vensters, luiken en achterschot |
| Pandje met houten voorschot en oude deur | Woonhuis                  |                              |                 | Peperstraat 2       | 53° 5' 5" NB, 4° 52' 26" OL  | 35210  | Pandje met houten voorschot en oude deur |
| De Koningshoeve: verlaten boerderij met groot voorhuis gedicht door voorschot met eenvoudig luik | Boerderij                 |                              |                 | Oranjestraat 31     | 53° 5' 1" NB, 4° 52' 38" OL  | 35211  | De Koningshoeve: verlaten boerderij met groot voorhuis gedicht door voorschot met eenvoudig luik |
| Schuurtje met houten top | Opslag                    |                              |                 | Oesterstraat bij 19 | 53° 5' 3" NB, 4° 52' 22" OL  | 35212  | Meer afbeeldingen |
| Aardig gelegen pandje met voorschot, vensters met 6 ruiten, oude deur | Woonhuis                  |                              |                 | Oesterstraat 17     | 53° 5' 3" NB, 4° 52' 22" OL  | 35213  | Meer afbeeldingen |
| Hoekpand Wierstraat met houten top aan de Wierstraat met aardige details | Woonhuis                  |                              |                 | Koetebuurt 20       | 53° 5' 2" NB, 4° 52' 31" OL  | 35214  | Meer afbeeldingen |
| Pandje met eenvoudig voorschot | Woonhuis                  |                              |                 | Koetebuurt 17       | 53° 5' 2" NB, 4° 52' 32" OL  | 35215  | Meer afbeeldingen |
| Pandje met eenvoudig voorschot waarin luik | Woonhuis                  |                              |                 | Koetebuurt 15       | 53° 5' 2" NB, 4° 52' 32" OL  | 35216  | Meer afbeeldingen |
| Pand met ingezwenkte houten topgevel | Woonhuis                  |                              |                 | Koetebuurt 9        | 53° 5' 2" NB, 4° 52' 30" OL  | 35217  | Meer afbeeldingen |
| Hoekpand met houten voorschot waarin luik | Woonhuis                  |                              |                 | Koetebuurt 7        | 53° 5' 2" NB, 4° 52' 29" OL  | 35218  | Meer afbeeldingen |
| Fors pand met houten voorschot waarin luik | Woonhuis                  |                              |                 | Kerkstraat 9        | 53° 5' 3" NB, 4° 52' 26" OL  | 35219  | Meer afbeeldingen |
| Dwarspand met houten geveltop. Vensters met roeden (voormalige kosterswoning) | Woonhuis                  |                              |                 | Kerkstraat 11       | 53° 5' 3" NB, 4° 52' 26" OL  | 35220  | Meer afbeeldingen |
| Hervormde Kerk en toren | Kerk en kerkonderdeel     | 11e eeuw en later            |                 | Kerkstraat 2        | 53° 5' 3" NB, 4° 52' 24" OL  | 35221  | Meer afbeeldingen |
| Fors en dieppand met gepleisterde top waarin ankers | Woonhuis                  | 1656                         |                 | Kerkplein 6         | 53° 5' 4" NB, 4° 52' 24" OL  | 35222  | Meer afbeeldingen |
| Pand met houten achterschot | Woonhuis                  |                              |                 | Kerkplein 4         | 53° 5' 4" NB, 4° 52' 23" OL  | 35223  | Meer afbeeldingen |
| Pand met eenvoudig houten voorschot en achterschot | Woonhuis                  |                              |                 | Kerkplein 3         | 53° 5' 4" NB, 4° 52' 23" OL  | 35224  | Meer afbeeldingen |
| Pand met vrij brede top met goede details. Houten achtertoppen aan hoofdgebouw en uitbouw | Woonhuis                  |                              |                 | Kerkplein 2         | 53° 5' 4" NB, 4° 52' 23" OL  | 35225  | Meer afbeeldingen |
| Fors gaaf hoekpand met houten voorschot waarin luik; vensters met roedenverdeling | Woonhuis                  |                              |                 | Blazerstraat 6      | 53° 5' 2" NB, 4° 52' 25" OL  | 35226  | Fors gaaf hoekpand met houten voorschot waarin luik; vensters met roedenverdeling |
| Klein pand met eenvoudig voorschot | Woonhuis                  |                              |                 | Blazerstraat 3      | 53° 5' 2" NB, 4° 52' 24" OL  | 35227  | Klein pand met eenvoudig voorschot |
| Laat hoekpandje met klein houten schot aan zijgevel | Woonhuis                  | 1865                         |                 | Blazerstraat 1      | 53° 5' 2" NB, 4° 52' 23" OL  | 35228  | Laat hoekpandje met klein houten schot aan zijgevel |
| Fraai in landschap gelegen boet. Rieten kap | Boerderij                 |                              |                 | Oosterenderweg 38   | 53° 5' 4" NB, 4° 51' 31" OL  | 35254  | Meer afbeeldingen |
| Fraai in landschap gelegen boet. Rieten kap | Boerderij                 | 1850                         |                 | Lageveld 5D         | 53° 4' 29" NB, 4° 52' 25" OL | 35255  | Fraai in landschap gelegen boet. Rieten kap |
| Voormalige uitwateringssluis met drie sluisdeuren en toevoerende kanalen, maakt onderdeel uit van het uitwateringscomplex van de polders "Het Noorden", "Eijerland", "Waal en Burg                                                                                           | Waterkering en -doorlaat  | 1875                         |                 | Stuifweg 4          | 53° 6' 12" NB, 4° 53' 49" OL | 509347 | Voormalige uitwateringssluis met drie sluisdeuren en toevoerende kanalen, maakt onderdeel uit van het uitwateringscomplex van de polders "Het Noorden", "Eijerland", "Waal en Burg                                                                                           |
| Boezemkolk met uitwateringskanelen, onderdeel uitmakend van het uitwateringscomplex van de polders "Het Noorden", "Eijerland", "Waal en Burg". De deuren en brugleuningen van de brug langs de waterlopen waren oorspronkelijk van smeedijzer, maar zijn door hout vervangen | Waterweg, werf en haven   | 1875                         |                 | Stuifweg bij 4      | 53° 6' 13" NB, 4° 53' 47" OL | 509348 | Boezemkolk met uitwateringskanelen, onderdeel uitmakend van het uitwateringscomplex van de polders "Het Noorden", "Eijerland", "Waal en Burg". De deuren en brugleuningen van de brug langs de waterlopen waren oorspronkelijk van smeedijzer, maar zijn door hout vervangen |
| Pompgemaal van de polder Het Noorden, onderdeel uitmakend van het uitwateringscomplex van de polders "Het Noorden", "Eijerland", "Waal en Burg" | Gemaal                    | 1913 (bouw) 1939 (vernieuwd) |                 | Stuifweg 2          | 53° 6' 13" NB, 4° 53' 47" OL | 509350 | Pompgemaal van de polder Het Noorden, onderdeel uitmakend van het uitwateringscomplex van de polders "Het Noorden", "Eijerland", "Waal en Burg" |
| IJzeren zeekaap | Kust- en oevermarkering   | 1854                         | Quirinus Harder | Waddendijk          | 53° 4' 50" NB, 4° 53' 50" OL | 509361 | Meer afbeeldingen |
| Vrijstaande stolpschuur. In 2020 uitgeschreven uit het monumentenregister. De schuur is daarna gesloopt | Boerderij                 | laatste helft 19e eeuw       |                 | Nesweg bij 41       | 53° 4' 28" NB, 4° 51' 40" OL | 509362 | Vrijstaande stolpschuur. In 2020 uitgeschreven uit het monumentenregister. De schuur is daarna gesloopt |